# Stanley T. Williams
Stanley Thomas Williams (geboren 1888 in Meriden, Connecticut; gestorben am 5. Februar 1956 in New Haven) war ein amerikanischer Literaturwissenschaftler.

## Leben
Williams studierte an der Yale University (B.A 1911, Ph.D 1915), der er zeit seines Lebens verbunden blieb. Ab 1915 lehrte er hier an der Fakultät für englische Literatur. Ab 1932 hatte er eine volle Professur inne, war ab 1934 Colgate Professor, ab 1944 dann Sterling Professor; 1939–1945 war er Vorsitzender seines Fachbereichs. Beschäftigten sich seine ersten Veröffentlichungen noch mit der englischen Literatur des 18. und 19. Jahrhunderts, so konzentrierte er sich ab Mitte der 1920er Jahre auf die amerikanische Literatur, die seinerzeit noch als kaum mehr als ein junger Ableger der langen englischen Literaturgeschichte behandelt wurde. Zunächst übernahm Williams die einzige Lehrveranstaltung auf diesem Feld von William Lyon Phelps, ab 1933 bot er dann gemeinsam mit dem Historiker Ralph Henry Gabriel den Undergraduate-Kurs American Thought and Civilisation an. Der Kurs gilt als eine der ersten Lehrveranstaltungen auf dem Feld der Amerikanistik, die sich jedoch erst in den 1950er Jahren als eigenständige Disziplin von der Anglistik löste. Stanley wurde 1953 emeritiert; auf den Lehrstuhl für amerikanische Literatur folgte ihm sein Schüler Charles Feidelson, Jr.
Stanleys größtes Verdienst ist seine 1935 erschienene zweibändige Washington-Irving-Biografie, die bis heute als Standardwerk gilt. Allerdings ist sie von einer solch ausgeprägten Abneigung gegen Irvings Person und Werk geprägt, dass sich spätere Irving-Exegeten häufig die Frage stellten, warum Williams einen so großen Teil seines Lebens diesem Autor widmete. Williams selbst beantwortete diese Frage in der Einleitung zum ersten Band: Wenn auch Irving ein Autor von überschaubarem Talent gewesen sei, so illustriere doch gerade sein Erfolg die kleinlichen Befindlichkeiten und Bedürfnisse seiner Zeit:

„Seine Werke waren der Inbegriff der bourgeoisen Kultur seiner Landsleute, schmeichelten ihrer Sehnsucht, sich als Gentlemen zu fühlen, englischen Stilvorbildern nachzueifern, Geld zu machen, den Westen auszubeuten, Traditionen zu gründen, im Ausland respektiert zu werden.“

Irving erscheint so als Ikone eines aus Minderwertigkeitskomplexen gegenüber Europa geborenen, imitativen „Kults der Eleganz“, dem die amerikanische Literatur im 19. Jahrhundert nacheiferte, bis er nach dem Amerikanischen Bürgerkrieg von Autoren wie Walt Whitman und Mark Twain „zerstört“ wurde. Williams' Irving-Biografie steht dabei in einer Reihe von „despektierlichen“ Biografien, die nach dem Erfolg von Lytton Stracheys Eminent Victorians erschienen und besonders die viktorianischen Mores aufs Korn nahmen; in diesem Zusammenhang sind auch die frühen Werke von Van Wyck Brooks oder die Angriffe George Santayanas auf die „Genteel Tradition“ zu nennen.
In den 1940er Jahren wandte sich Williams vor allem Herman Melville zu und hielt viele seiner Studenten an, ihre Dissertationen über Melville zu schreiben, so dass Williams Doktorvater zahlreicher führender Melville-Forscher der ihm folgenden Amerikanistengeneration ist, darunter James Baird, Walter E. Bezanson, Merrell R. Davis, Elizabeth A. Foster, Charles Feidelson, Jr., William H. Gilman, Harrison Hayford, Tyrus Hillway, Henry F. Pommer, Merton M. Sealts, Jr. und Nathalia Wright.

## Werke
- Richard Cumberland, His Life and Dramatic Works (1917)
- Studies in Victorian Literature (1923)
- The American Spirit in Letters (1926)
- American Literature (1937)
- The Life of Washington Irving (1935)
- Beginnings of American Poetry, 1620–1855 (1951)
- The Spanish Background of American Literature (1955)

## Ehrungen
Im März 2025 wurde die neu aufgestellte Streptomyces-Phagen-Familie Stanwilliamsviridae nach Williams benannt.

## Sekundärliteratur
- Nathalia Wright: Melville and STW at Yale: Studies under Stanley T. Williams. In: Melville Society Extracts 70, September 1987, S. 1–4.